# Calamus acidus
Calamus acidus är en enhjärtbladig växtart som beskrevs av Odoardo Beccari. Calamus acidus ingår i släktet Calamus och familjen Arecaceae. Inga underarter finns listade i Catalogue of Life.